# Иванушкин, Павел Фёдорович
Павел Фёдорович Иванушкин (1920—1981) — Гвардии младший лейтенант Советской Армии, участник Великой Отечественной войны, Герой Советского Союза (1943).

## Биография
Павел Иванушкин родился 8 июня 1920 года в селе Лошаки. Окончил семь классов школы и зооветеринарную школу, после чего работал ветеринаром в колхозе. В 1940 году Иванушкин был призван на службу в Рабоче-крестьянскую Красную Армию. С июля 1942 года — на фронтах Великой Отечественной войны. Принимал участие в боях на Сталинградском, Юго-Восточном, Донском, Воронежском, Степном, 2-м Украинском фронтах. Участвовал в Сталинградской и Курской битвах, Белгородско-Харьковской операции. К сентябрю 1943 года гвардии старший сержант Павел Иванушкин командовал отделением 89-го гвардейского отдельного сапёрного батальона 78-й гвардейской стрелковой дивизии 25-го гвардейского стрелкового корпуса 7-й гвардейской армии Степного фронта. Отличился во время битвы за Днепр.
В ночь с 24 на 25 сентября 1943 года отделение Иванушкина действовало в районе села Домоткань Верхнеднепровского района Днепропетровской области Украинской ССР, переправляя на западный берег пехотные и артиллерийские части, боеприпасы. Отделение приняло активное участие в отражении нескольких немецких контратак.
Указом Президиума Верховного Совета СССР от 26 октября 1943 года за «мужество и героизм, проявленные при форсировании Днепра и в боях по удержанию и расширению плацдарма» гвардии старший сержант Павел Иванушкин был удостоен высокого звания Героя Советского Союза с вручением ордена Ленина и медали «Золотая Звезда» за номером 2203.
В дальнейшем участвовал в освобождении Кировоградской области и Корсунь-Шевченковской операции. Был отозван с фронта направлен на учёбу в Ленинградское военное инженерное училище, которое окончил в мае 1945 года. В 1946 году Иванушкин был уволен в запас. В 1952—1953 годах вновь служил в армии. Проживал в Калининграде, умер 28 января 1981 года.
Был также награждён рядом медалей.